# Конзервација текстила
Конзервација текстила, означава делатност која се бави очувањем предмета културне баштине израђених од текстила, и укључује како поступке који се баве превенцијом пропадања предмета тако и поступке који укључују рад на самом предмету. Она представља једну од делатности конзервације-рестаурације уметничких предмета, те је посвећена пре свега очувању предмета попут таписерија, тепиха, пресвлака, одеће, завеса, застава, лутака, лепеза, кишобрана, рукавица, шешира те капа , али и археолошких налаза. Конзерватор текстила мора познавати историју и технологију израде текстилних предмета. Такође мора бити упознат ис основама историје уметности, односно етнологије или археологије, зависно о групи предмета на којој претежно ради. Веома је важно и познавање савремених метода конзерваторско-рестаураторског рада на текстилним предметима, као и познавање рестаураторске етике, те основа научног испитивања текстилних предмета.

## Колекције
Историјске збирке текстилних предмета могу се поделити у 3 основне групе - музејске збирке, приватне колекције, те предмете који припадају разним друштвима или локацијама. Свака ова група предмета има своје посебне потребе, тако да ће на пример унутар приватне колекције број посетилаца вероватно бити знатно мањи у односу на неки музеј, те ће неке од мера заштите предмета бити и лакше проведиве (на пример могућност дужег одржавања нивоа расвијете на што мањој вредности).
Уз различита места биће везани и сасвим другачији проблеми, па ће тако у некој историјској згради, које већином немају могућност контроле микроклиме, проблеми бити у правилу везани уз природну расвету, што опет обоје доприноси убрзаном пропадању текстилних предмета.

## Животна средина
Кључни разлог пропадања текстилних предмета је скоро увек везан уз околину у којем се исти налазе. Нивоа расвијете, температуре и влажности ваздуха дају свој допринос било добром било лошем стању предмета, зависно о интензитету. Додатно, предмете нападају и инсекти, те плесни, као и хемикалије присутне у загађеном ваздуху, стога је препоручљива уградња високо ефикасних филтера како би се смањила загађеност ваздуха у просторијама где се предмети чувају или излажу.

## Светло
Светло у дужем временском периоду може на текстил у произвести више врста оштећења. Пре свега долази до блеђења боја, али знатно је важнија штета коју невидљиви део светлости наноси текстилним влакнима, ради се о ултраљубичастом и инфрацрвеном делу спектра. Најбоље је текстил излагати при што мањој нивоу расвете, а чувати у потпуном мраку.

## Клима
Висока температура, као и влажност ваздуха могу знатно допринети пропадању текстилних предмета. Међутим и сувише сув ваздух такође може проузроковати штету, посебно осетљива на сувоћу ваздуха су еластична влакна, попут вуне. Најбоље је и температуру и влажност ваздуха држати што уједначенија, јер се осцилацијама текстилна влакна шире или скупљају, што с временом такође оштећује предмете.

## Штетници
Штетници су један од најзначајнијих непријатеља старих текстилних предмета, најчешћи су мољци, сребрена рибица и разни глодари.
Мољце највише привлаче беланчевинске влакна, пре свега свила, перје и вуна. Најлакше се уочавају било одрасли инсекти било њихови заметци. У просеку су дуги око 8 мм, и беле су боје.
Антхренус Вербасци (Царпет беетле) привлаче беланчевинске влакна, прилично је деструктиван. Инфестацију можемо запазити по изгрижене рупама и ларвама, малим светлим црву сличним инсектима.
Сребрна рибица и неки њени сродници хране се скробом, који је често нанесен на тканине, но једу и биљна влакна лана и памука. Дужине је око 12 мм, живе у тамним и влажним просторима, светле су или тамне боје зависно од врсте.
Глодари се најчешће примећују по траговима су измета, гнездима те сразмерно великим изглоданим рупама у тканини.
Без обзира на врсту штетника најбоље је избегавати хемијска средства, јер врло често могу уклонити наметнике, али и штетно деловати на саме предмете. За глодаре се може користити мишоловке, или позвати овлашћена лица које се баве тим послом. Тровање глодара није препоручљиво јер могу угинути међу предметима. Препоручује се и заптивање свих већих отвора у простору где је дошло до напада.
У случају инсеката одржавање беспрекорне чистоће у спремишту, односно изложбеним те радним просторима јесте једноставна и ефикасан начин превенције. Треба пазити и на присутност других инсеката попут паука, јер ако наилазимо на њих ту су и други инсекти којима се пауци хране. Посебне лепљиве траке такође су корисне за уклањање инсеката.
Ако је инфестација ограничена на само неколико предмета можемо се користити смрзавањем истих. Тканине морамо умотати у вакуумиране пластичне врећице те их што брже ставимо у замрзивач. У замрзивачу предмети остају до неколико дана, затим се постепено доводе до собне температуре. Овај начин уклања само одрасле јединке, не и њихова јајашца.
У случају употребе хемијска средства, најбоље је посаветовати се са професионалним конзерватором, због опсности од оштећења предмета.
Чак и када нема знакова присуства штеточина потребно је периодично проверавати стање предмета. Обавезно је проверити стање сваког новопридошлог предмета.

## Нестабилност текстилних предмета
У неким случајевима, оштећења текстила могу настати не услед спољашњих узрока него због нестабилности влакана која изграђују тканину, најчешће су узрок хемијски процеси попут оксидације мочила заснованих на спојевима гвожђа. Овакви предмети потамне, а боја захваћених влакана се измијени.
Један од чешћих примера оваквих промена јесте појава ломљивости код свиле која је била обрађена средствима за повећање тежине. Процес се користио у 19. веку, а тканина је била третирана коситреном или гвозденим солима како би јој се дао осећај тежине и скупоцјености. Услед старења метал у влакнима убрзавао је њихово пропадање, те би иста постајала све кртија и ломљивије. У овом случају узроци односно околину у којем се предмет налази најмање доприносе њиховом пропадању, изузевши ниво светла која пропадање убрзава.
Стога особље које ради на очувању предмета мора бити добро упознато са историјом и пореклом предмета у збиркама. Хемијски тестови лако доказују састав бојила и средстава за фиксирање боје и других поступака који су коришћени при изради тканина, данас се у високо развијеним земљама предност даје недеструктивно техникама анализе. Тако добијени подаци додатно доприносе доношењу одлука које ће максимално успорити пропадање текстилних предмета.

## Руковање
Вредним односно осетљивим текстилним предметима треба руковати крајње пажљиво и што је ређе могуће. Код неопходног руковања предметом добро је придржавати се неких мера предострожности које ће знатно допринети безбедности предмета.
Како руке на својој површини имају слој који у себи укључује масноће и киселине, увек треба радити у чистим памучним рукавицама. Ако рукавице нису доступне тада је руке најбоље добро опрати и исушити чистим алкохолом.
Из сличних разлога најбоље је у простору за рад, излагање односно складиштење предмета избегавати конзумирање хране и пића, те пушење. Како би спречили замрљавање код писања или скицирања користе се само обичне оловке.
Не носи се накит који би могао запарати предмете. На одећи се такође избегавају велике копче. Косу, ако је дуга вежемо на задњу страну.
Код рада на текстилу, предмети се стављају на чисте, равне површине веће од самог предмета. На текстил се не стављају никакве друге ствари, без обзира ради ли се о изравнан или умотаним предметима.
Код померања или премештања предмета исти морају имати равну и стабилну подлогу. Код мањих комада, као подлогу можемо користити безкиселински картон. Код изразито великих текстилних предмета, попут таписерија или сагова предмет намотамо на цев од безкиселинског картона (или безкиселинским папиром омотане пластике или неког другог материјала), пренос обављају бар 2 особе.
Антикни костими и одећа никако и нипошто не смеју бити ношени, јер у том случају исти могу лако бити неспотребно и неповратно оштећени било при облачењу било при свлачењу.

## Чишћење

### Чишћење усисивачем
Један од најсигурнијих начина чишћења текстилних предмета. Предмет се постави на равну и чисту површину и чисти. Уколико се ради о посебно осетљивом објекту, или као предострожност, преко предмета постављамо мрежицу од стаклених влакана - ова дозвољава да ситне честице нечистоће и прашине буду усисане а текстил сигуран од оштећења. Ово радимо са најнижим степеном снаге коришћеног усисивачи, те затим по потреби мрежицу премештамо и настављамо рад. Нипошто не заборавити третирати обе стране предмета. Објешени предмети у принципу скупљају на себи мање прашине од оних равно положених.

### Мокро чишћење
Једна од битних одредница конзерваторског приступа раду на културој баштини јесте реверзибилност свих на предмету примењених поступака. Стога мокро чишћење, које је у бити иреверзибилан поступак, треба користити само у случајевима аполутно потребе.
Пре приступања истом, конзерватор мора прецизно утврдити најбољи могући, те за предмет најсигурнији, и за одређену врсту нечистоће најпримијењивији процес рада.
Кој је хемијски састав предмета, односно да ли садржи исти релативно висок проценат киселине? Могу ли хемикалије које су коришћене при изради предмета допринети начину његове реакције са водом? Како ће предмет уопште реаговати на додир са хемикалијама које ћемо користити.
Које су особине влакана која чине тканину? Ради ли се о памуку, лану, биљним влакнима, јесу ли иста јача у мокром или сувом стању, те стога могу поднети већи механички стрес од рецимо свиле. Вуна може апсорбовати велику количину воде али се матира после прања на високој температури. Све врсте свиле са старењем постају све ломљивије, посебно врсте третиране металним солима, те са њима треба руковати крајње опрезно. Томе треба додати и то да неке врсте по мочења могу бити трајно замрљане. Укратко, пре мокрог чишћења морамо добро знати о којој се врсти влакана ради, те које су његове особитости.
Који су бојитељи коришћени, те како ће исти реаговати на чишћење? Ово се дакако, односи и на средства за фиксирање боје. У разним деловима света користе се различите технологије бојења, те морамо знати и одакле предмет потјече. Познавање хемије је у овом случају такође од пресудног значења. Ако нев знамо како ће боја реаговати на прање можемо на неко неуочљиве место нанети пар капи те исте одмах упити чистом белом крпом - и најмања присутност боје упућује нас на то да се дотични предмет не сме прати водом.
Постоје ли на предмету трагови неког посебног процеса обраде? Да ли је предмет пример био осликан? У том случају чишћење водом никако није примерен начин рада.
Које врсте мрља имамо на предмету? Шта су мрље старије то је теже њихово уклањање. У неким случајевима најбоље је и не покушавати уклањање нечистоће, или приступамо само делимичном уклањању. На предмету могу бити и нечистоће које нису видљиве голим оком, на пример заставе могу због дуготрајног излагања загађеном ваздуху бити изразито киселе, те их стога треба препустити професионалном конзерватор текстилних предмета.
Које би средство за предмет било најбоље и најсигурније користити? Нипошто не користите комерцијалне производе, ма шта произвођач тврдио: хемикалије које су саставни део комерцијалних прашкова за веш прегрубе су за коришћење на старим влакнима. Постоји широка палета производа обликованих посебно за конзервацију текстила. Никако и нипошто не користите комерцијална средства за уклањање мрља, иста би врло лако оштетила стару тканину. Ово је нарочито важно код предмета који ће се чистити на лицу места, попут пресвлака на намештају, где би примена ногла угрозизи и дрво од којег предмет јест.
Која додатна средства користити при чишћењу? Под овим се подразумева било вода, заштитине мреже, усисивачи, било хемијска средства попут омекшивача воде, средства за чишћење итд
Колико дуго може предмет бити изложен средству за чишћење? Предуго трајање истог може такође додатно оштетити влакна.
Које механичка деловања могу бити кориштена? Код старијег и стога осјетљивијег текстила радимо уз мање покретања при чишћењу, тако да и ово треба узети у обзир код планирања захвата.
Када утврдимо по предмет најбољи процес можемо кренути у припрему прања. Обично се предмет претходно усише површинсу нечистоћу и прашину. Дијелове које можемо скинути скидамо и третирамо засебно. Ово се не користи само да би спречили отпуштање боје, већ и да се спречи стварање џепова нестоће између слојева, што би могло да проузрокује загађење изнутра. К томе разна влакна раличитим ће реаговати на чишћење, може доћи било до истезања или скупљања, што пак може проузроковати изобличења и наборе.
Као и код рада са сувим предметима и овде на предметима радимо у равном, те у цјелости подупртом положају. За ово користимо мреже, односно сита слична онима које користимо код усисавања, но ова могу додатно бити учвршћене на некакав оквир, што пак додатно побољшава стабилност објекта. Предмет учврстимо између двеју сита, с тиме да посебно осетљиве предмете још замотамо у неку мрежу.
Раствор за чишћење мора бити приређена икључиво од дестиловане воде, а ако се иста не може набавити можемо користити и омекшану воду. Обичну, тврду воду у принципу не користимо. Када у којој радимо мора бити довољно велика да изравнан предмет стане у њу, код изузетно великих предмета можемо израдити приручни базен од блокова цигле или сипорекса и дебеле пластичне фолије. За мање каде најбољи материјал јесте нерђајући челик, евентуално керамика или пластика.
У мрежу умотан предмет спуштамо у отопину. Предмет прати тапкањем меким сунђером, никако не трљати. Процес не би смео да траје више од сат времена, а објекте испрати у барем 4 воде, и то задње испирање обавезно дестилованом водом. Предмете сушити на равној плохи, у добро проветреној просторији, без загревања.

### Суво чишћење
Уопштено се овај процес користи искључиво за уклањање масних мрља. Никако не користити комерцијалне производе. Обавезно препустити професиналном конзерватор текстила.

### Третман паром и пеглање
Оба поступка се обавезно изводе крајње пажљиво, јер у супротном топлота може трајно оштетити предмет. Обавезно радити тек по прању, како се не би додатно закомпликовале и обезвриједиле све претходно предузете акције. Треба радити са најмањом топлотом. Код предмета који се ослањају на пресавијене делове, боље је да их у влажном стању обликујемо прстима, пеглање би код таквих предмета било само додатан стрес.

## Похрана
Како је већ наведено, најбоље је да су предмети смештени у тамном, чистом, умерено сувом простору, уз константну релативну влажност и температуру ваздуха. Три су основна начина чувања текстилних предмета - то су чување изравнаних предмета, чување умотаних предмета, те вешање.

### Похрана изравнаних предмета
Похрана предмета у равном положају најбоља је опција пре свега за изузетно ломљиве објекте, јер је оптерећење на влакна у овом случају најнезнатније. Полице или фиоке од емајлираног метала
најбоље су решење, а ако их немамо онда користимо кутије од безкиселинског картона. Предмете водоравно стављамо у кутије, а пресавије их само ако је то заиста неопходно, као потпору тада користимо сролана комаде безкиселинског папира. Чак се иу том случају препоручује повремено мицање и мењање места савијања, како би оптерећење било што равномерније.

### Похрана умотаних предмета
Код изузетно великих комада, попут таписерија, завеса или тепиха, најбоља је опција складиштење у умотаном облику. У чуваоници морамо имати посебне за ову врсту спремања обликоване полице, које пак на себи носе цеви од безкиселинског картона или пластике, а на њих се намотавају предмети које ћемо похрањивати. Код текстила са једном декорисане страном, попут везених или баршуна, декорисана страна се увек окреће на ван. Прије свега је то стога што траке ојачања и тканина стражње стране могу лако добити наборе од наматања. Умотане предмете додатно заштитимо навлакама од муслина , пре свега због заштите од прашине.

### Вешање предмета
Код костима, равна похрана има више недостатака него предности, јер је исте на тај начин немогуће сачувати од стварања набора. Стога је у том случају вешање предмета најбоље ријешење, нормално осим ако предмет сам по себи није преслаб за ову врсту оптерећења. Костими од изразито тешке или напете тканине радије се похрањују водоравно. Вјешалице је набоље добро подложити како би што боље имитирале рамена, те преко предмета још поставимо пресвлаку од тканине или пластике, уз напомену да доњи део мора бити отворен, како би ваздух слободно циркулирао. Дрвене и металне вешалице се не препоручују за коришћење.
Ако имамо довољно простора, може се поставити на предмете лутке, које такође добро подлози, како би предмети имали што бољу потпору. Како код похране нема захтева који се постављају код излагања, односно није нам важна атрактивност већ сигурност предмета, делове попут на пример рукава благо пунимо безкиселинским папиром.
Остале припадајуће предмете попут рукавица исто пунимо безкиселинским папиром те их стављамо у кутије од безкиселинског картона. Лепезе и сунцобрани могу се похрањивати у полуотвореном положају, исти за предмет представља понајмање стрес.

## Излагање
Увијети за излагање текстилних предмета једнаки су онима потребним за складиштење, што је већ појашњено у делу текста о складиштењу и окружењу. Суве, незагрејане и мрачне просторе треба преферирати, уз што бољу чистоћу, те што чешће провере стања изложених објеката. Расвету држати на минимуму и предмете током излагања ротирати, како би били изложени светлу што уједначеније, а потом враћени у таму складишта, или на могуће рутинско чишћење или конзервацију. Најбоље је предмете усисати и пре и после излагања.

## Основе активне конзервације историјских текстилних предмета

### Документовање затеченог стања
Укључује писану и фото документацију те евентуална истраживања спроведена на самом предмету. Обавезно се документују и сви поступци, те материјали које користимо при раду, а саставни део документације мора бити и препорука за даље чување предмета.

### Доношење одлука о потреби, обиму, те последицама захвата
Пожељно је да у доношењу ових одлука учествује што већи број стручњака, као минимум можемо узети повијесничара умијетности специјализованог за текстилне предмете, научника који се бави пропадањем текстилних предмета, те самог конзерватора рестауратора.

## Основе конзервације археолошког текстила

### Документовање затеченог стања
Укључује писану и фото документацију те евентуална научна истраживања спроведена на самом предмету - уз напомену да поступак идентификације влакана овде представља императив, о њему зависи сам ток конзервације. Обавезно се документују и сви поступци, те материјали које користимо при раду, а саставни део документације мора бити и препорука за даље чување предмета. Код архелошких предмета било би пожељно и да део документације буду и напомене о ископавању, типу тла, односно врсти и дубини воде у којој је предмет пронађен.

### Доношење одлука о потреби, обиму, те последицама захвата
Пожељно је да у доношењу ових одлука учествује што већи број стручњака, као минимум можемо узети археолога упознатог са основним принципима конзервације археолошког текстила, научника који се бави пропадањем текстилних предмета, те самог конзерватора.

#### Копнени налази
Што пре пренети у простор са стабилном микроклимом, чувати од светла и механичких оптерећења.

#### Налази из слатке или слане воде
Пре свега предмете пренети на додатну подлогу попут Холлитекса или свиленог крепелина.
- Испирање

испирање дестилованом водом / води можемо додати 0,4-1% амонијака 25% (зависно од састава - 0,4% за животињска влакна, 1% за биљна влакна). Код јачег запрљања може се додати и још 1% неутралног неионског детергента (Лиссапол Н)
- Уклањање мрља

1 лит дестиловане воде
60 мл водоник пероксида
2,5 гр натријум силиката >
- За теже уклониве мрље

-1000 Мл дестиловане воде
300 мл водоник пероксида 30%
20 гр натријум силиката
по 5 гр натријум-карбоната и натријум хидроксида
Мочити предмете 30-60 минута или до уклањања мрље. Потом затворити у кесе како би дошло до оксидацује 
- Посебно за вуну - по 1 гр масног алкохолсуфата и натријум триполисулфата / 0,1 гр карбоксиметилцелулозе / 1 лит дестиловане воде, 30 Ц, пХ 8

- Чишћење помоћу растварача - код текстила обојеног водотопивим бојама користити неполарна раствараче попут трихлоретилена или вхите спирита

- За мрље од спојева бакра 1-5% амонијака

- За мрље од спојева гвожђа 2-10% оксална киселина (отров) или 5% амонијум-цитрат (пХ 3,5)

- За мрље од спојева сребра 100 гр натријум тиосулфат / 10 гр калијум метабисулфит / 1 лит дестиловане воде + врло мало калијум ферицијанида. Код животоњских влакана пазити!
- Консолидација

1,5% раствор Паралоида Б 72 у толуол
2.поливинил алкохол
3.етил хидроетил целулоза 
- Дезинфекција

-Дезинфекција тимолом и лисол-ом)
- Третман силиконским уљем